# Голосов, Илья Евгеньевич
Илья́ Евге́ньевич Го́лосов (род. 9 августа 2001, Ростов-на-Дону) — российский футболист, защитник.

## Биография
Начал заниматься футболом в Академия имени Виктора Понедельника, а затем в академии ФК «Ростов». В 2017 году перебрался в Академию московского «Локомотива», которую закончил в 2019 году. Сначала играл на позиции опорного полузащитника, но постепенно переквалифицировался в левого защитника и полузащитника.
Не проходя в молодёжный состав «Локомотива», в августе 2019 года перешёл в московский «Спартак», где стал играть в молодёжном первенстве РПЛ. Дебютировал за молодёжную команду «Спартака» 31 августа 2019 года в домашнем матче 8-го тура против петербургского «Зенита» (3:4), выйдя на замену на 83-й минуте матча. Проведя в осенней части сезона 10 игр, зимой 2020 года был переведён новым главным тренером Романом Пилипчуком в фарм-клуб «Спартак-2». 9 марта дебютировал в первенстве ФНЛ в матче против ивановского «Текстильщика» (0:0).
Перед рестартом чемпионата России 2019/20, в мае 2020 года был переведён главным тренером «Спартака» Доменико Тедеско в основную команду, в связи с уходом из клуба другого левого защитника Лоренсо Мельгарехо. 25 июня 2020 года заключил новый долгосрочный контракт со «Спартаком» до лета 2024 года. 27 июня 2020 года дебютировал за основной состав «Спартака» в матче чемпионата против «Уфы» (0:0), выйдя на замену на 84-й минуте вместо Андрея Ещенко и стал вместе с Дмитрием Маркитесовым первыми сыгравшими за «Спартак» футболистами, родившимися в XXI веке.
22 июля 2021 года был арендован «Ротором», арендное соглашение рассчитано до 30 июня 2022 года. Дебютировал за клуб 24 июля 2021 года в матче 3-го тура первого дивизиона ФНЛ против «СКА-Хабаровска» (0:0) выйдя в стартовом составе и проведя на поле весь матч. Всего в сезоне 2021/22 провёл 16 матчей за «Ротор», а также четыре матча за фарм-клуб «Ротор-2». 28 июня 2022 года на правах аренды перешёл в «Кубань», арендное соглашение рассчитано до конца сезона 2022/23. Дебютировал за клуб 17 июля 2022 года в матче 1-го тура первой лиги против «Уфы» (2:0), проведя на поле весь матч.
18 августа 2023 года перешёл в тульский «Арсенал».